# Maiken Foght Schütt
Maiken Foght Schütt (Horsens, 3 de abril de 1988) es una deportista danesa que compitió en vela en la clase 49er FX. Su hermana Anne-Julie compitió en el mismo deporte.
Ganó una medalla de plata en el Campeonato Mundial de 49er de 2016 y una medalla de bronce en el Campeonato Europeo de 49er de 2015.

## Palmarés internacional
| \| Campeonato Mundial \| Campeonato Mundial \| Campeonato Mundial \| Campeonato Mundial \| \| Año \| Lugar \| Medalla \| Clase \| \| ------------------ \| --------------------------- \| ------------------ \| ------------------ \| \| 2016 \| Clearwater (Estados Unidos) \| Medalla de plata \| 49er FX \| \| Campeonato Europeo \| \| \| \| \| Año \| Lugar \| Medalla \| Clase \| \| 2015 \| Oporto (Portugal) \| Medalla de bronce \| 49er FX \| |                             |                   |         |
| Campeonato Mundial |                             |                   |         |
| Año | Lugar                       | Medalla           | Clase   |
| 2016 | Clearwater (Estados Unidos) | Medalla de plata  | 49er FX |
| Campeonato Europeo |                             |                   |         |
| Año | Lugar                       | Medalla           | Clase   |
| 2015 | Oporto (Portugal)           | Medalla de bronce | 49er FX |